# 野田卯太郎
野田 卯太郎（のだ うたろう、嘉永6年旧暦11月21日（1853年12月21日） - 昭和2年（1927年）2月23日）は日本の政治家、実業家。号は大塊。衆議院議員、逓信大臣、商工大臣などを務めた。福岡県平民。一平民から大臣にまで昇った立身出世を体現するような人物である。

## 来歴・人物

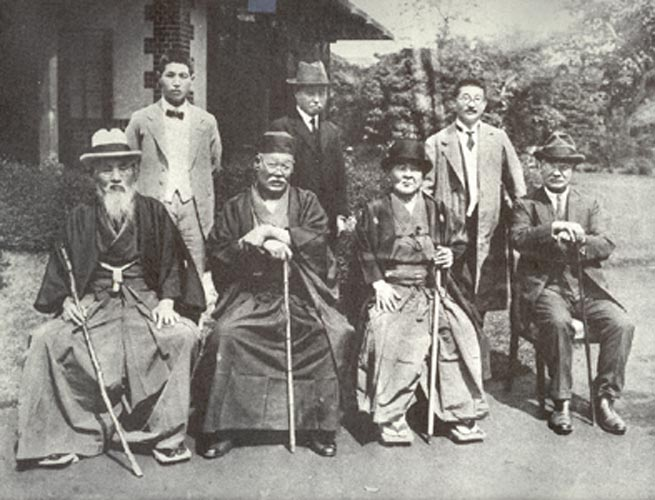
国士舘の設立を協議する有志　前列左から頭山満、野田卯太郎、渋沢栄一、徳富蘇峰、後列左から花田半助、渡辺海旭、柴田徳次郎

筑後国三池郡岩津村（のち福岡県三池郡高田町（現みやま市）に地域の豪農だった野田伊七の長男として生まれた。一介の雑貨商であったが、非常に活動的で、炭鉱関連において三井財閥と関係を持ち、また自由民権運動にも参加し福岡県会議員にもなった。
明治31年（1898年）3月の第5回衆議院議員総選挙で初当選。以降10期衆議院議員を務め（5回 - 11回、13回 - 15回）、この間原内閣、高橋内閣で逓信大臣（大正7年（1918年）9月29日 - 大正11年（1922年）6月12日）、加藤高明内閣では商工大臣（大正14年（1925年）4月17日 -8月2日）を歴任。大正13年（1924年）6月には立憲政友会副総裁となった。東洋拓殖会社副総裁なども務め、昭和2年（1927年）2月23日、死去。
俳人や歌人としても有名であると共に、同郷の柴田徳次郎が私塾国士舘を開設した際には同じく同郷の頭山満や中野正剛、緒方竹虎らと共に賛同者として名を連ねている。

## 栄典
位階
- 1927年（昭和2年）2月23日 - 正三位[4]

勲章等
- 1920年（大正9年）9月7日 - 勲一等旭日大綬章[5]
- 1921年（大正10年）7月1日 - 第一回国勢調査記念章[6]
- 1927年（昭和2年）2月23日 - 帝都復興記念章[7]

## 家族・親族

### 野田家
（福岡県三池郡高田町（現みやま市）、東京麻布材木町）
- 男・俊作[2]（福岡県平民[8]、実業家、政治家、衆議院議員・福岡県知事）

明治21年（1888年）5月生 – 昭和43年（1968年）7月没
- 同妻・静（男爵古市公威二女）

- 男・野田秀助[2]

明治33年（1900年）1月生 – 没
- 長女・タキノ[9]（熊本県人松野鶴平に嫁す[9]）
- 二女・ムメ[9]（福岡県人大石繁雄に嫁す[9]）
- 三女・トメ[9]（三重県士族加藤虎之助に嫁す[9]）

### 親戚
- 古市公威（男爵、東京帝国大学名誉教授）
- 松野鶴平（実業家、政治家、参議院議長）
- 孫・松野頼三（政治家、農林大臣）
- 曾孫・松野頼久（政治家、内閣官房副長官）